# Озеро Кипарисовское
«Озеро Кипарисовское» (до 2024 года — 9230 км) — остановочный пункт (платформа) Владивостокского отделения Дальневосточной железной дороги на линии Уссурийск — Владивосток на участке Барановский — Угольная с 1936 г.
Расположена западнее посёлка Кипарисово 2-е Надеждинского района Приморского края. Рядом с ней (на соседнем изгибе железнодорожной линии) находится остановочный пункт 9232 км.
Код ЕСР станции: 982140. Расстояние до узловых станций (в километрах): Угольная — 24, Барановский — 32.
Коммерческие операции (параграфы), разрешённые тарифным руководством на остановочном пункте:
| О | Посадка и высадка пассажиров на (из) поезда пригородного и местного сообщения. Прием и выдача багажа не производятся. |

## Особенности
От населённого пункта Кипарисово 2-е пассажирскую платформу отделяет река Большая Кипарисовка.[значимость факта?]
В просторечии и в объявлениях в электропоездах называют упрощённо 30 километр.[значимость факта?]
На платформе останавливаются все электропоезда, следующие в направлении Уссурийска и Владивостока. Пассажирские поезда проходят платформу без остановки.
В окрестностях платформы расположено несколько крупных садоводческих товариществ: Китобой, Труженик, СНТ Геолог и др.

Российский путешественник Антон Кротов описал в одной из поездок своё пребывание на этой платформе[значимость факта?].